# Jorge Andrade
Pour les articles homonymes, voir Andrade.
Jorge Manuel Almeida Gomes de Andrade ou plus simplement Jorge Andrade est un footballeur portugais d'origine cap-verdienne, né le 9 avril 1978 à Lisbonne. 
International portugais depuis le 25 avril 2001 (France - Portugal), ce défenseur, surnommé Otello ou encore Geo, compte aujourd'hui 50 sélections et 3 buts marqués et  en sélection succède à Fernando Couto. 
Sa carrière prendra prématurément fin, après avoir vu son contrat résilié par la Juventus.
Blessé durant toute la saison 2007-2008, la Juventus craint qu'il ne puisse plus jamais rejouer au football à haut niveau. Il n'a presque jamais joué pour la Juventus qui a réclamé à la Ligue la fin anticipée de son contrat pour raisons médicales.
Finalement, le joueur est libéré de son contrat le 8 avril 2009 et il arrête prématurément sa carrière professionnelle à cause de blessures récurrentes.

## Clubs
- 1997-2000 : Estrela da Amadora -  Portugal
- 2000-2002 : FC Porto -  Portugal
- 2002-2007 : Deportivo La Corogne -  Espagne
- 2007-2009 : Juventus -  Italie